# Serra dels Pins
La Serra dels Pins és una serra situada al municipi de Sitges (Garraf), amb una elevació màxima de 255 metres.